# Gabriela Coelho
Gabriela Coelho, född 1 september 1997 i Porto, Portugal, är en beachvolley- och volleybollspelare (vänsterspiker). 
Hon spelar med Portugals landslag och med AJM/FC Porto. Med klubblaget vann hon portugisiska cupen 2021/2022. På klubbnivå har hon som senior även spelat för Leixões SC, Porto Vólei, Castêlo da Maia GC och AA Sao Mamede.
Hon har även spelat beachvolley på elitnivå. Tillsammans med inomhuslandslagskollegan Vanessa Paquete var hon den första att göra en proffsatsning, med mål att duon skulle nå OS 2024 De spelade under 2018 på Volleyball World Beach Pro Tour, men nådde inga större framgångar